# Straußenfleisch

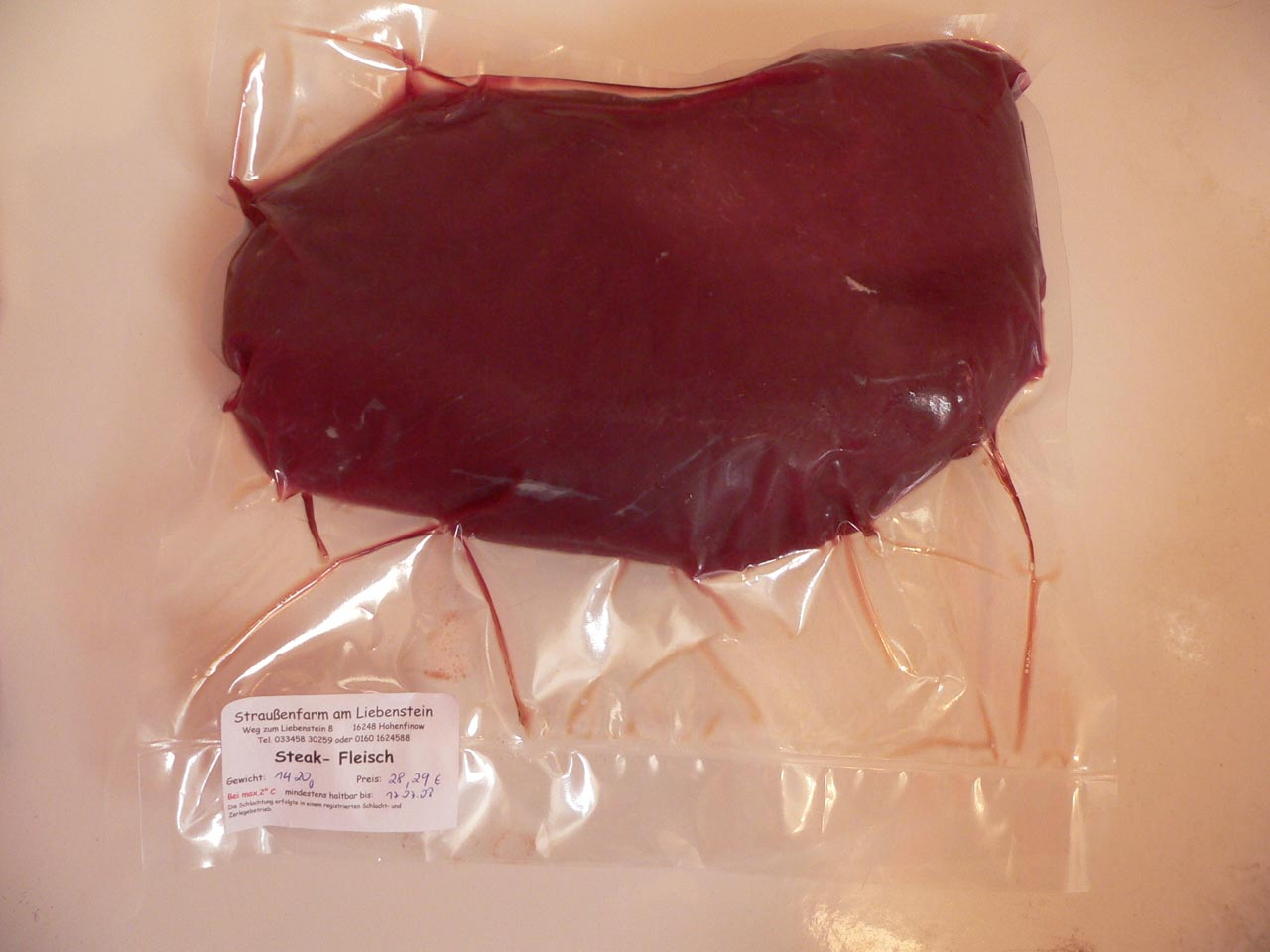
Frisches Straußensteak aus der Oberkeule

Bei Straußenfleisch handelt es sich um das Fleisch gezüchteter afrikanischer Strauße. Sie werden in so genannten Straußenfarmen aufgezogen, hauptsächlich in Südafrika (Marktanteil: 75 %), aber auch in kleinem Umfang in Europa, Australien und in den USA. In Deutschland gibt es seit den 1990er Jahren Zuchtbetriebe. 2001 wurden weltweit rund 350.000 Farmstrauße gehalten, davon etwa 30.000 in Europa.
Das dunkle zarte Straußenfleisch zählt zum Wildgeflügel.
Die Strauße werden mit etwa 14 Monaten geschlachtet. Ein Vogel liefert bei einem Gewicht von rund 100 Kilogramm etwa 35 kg Fleisch. Verkauft wird es als Filet, Steak und Bratenfleisch. Das Fleisch ähnelt ernährungsphysiologisch dem von anderem Geflügel und hat einen niedrigen Fettanteil. In der Gastronomie wird Straußenfleisch daher häufig mariniert.
„Dass nirgendwo so viel Straußenfleisch konsumiert wird wie in Deutschland, ist das Ergebnis jahrelanger Verbandsarbeit.“ „Analysen von tiefgefrorenem Straußenfleisch aus Südafrika ergaben die gleichen Eiweiß- und Cholesteringehalte wie bei magerem Rind- oder Schweinefleisch. Hühnerbrust hat sogar noch ein Viertel weniger Cholesterin.“
Nach dem Auftreten der ersten Fälle von BSE in Europa stieg die Nachfrage nach Straußenfleisch. 2001 wurden weltweit insgesamt 6500 bis 7500 Tonnen Fleisch in den Handel gebracht. 80 Prozent davon wurden nach Deutschland exportiert. 2002 ebbte der vorübergehende Nachfrageboom jedoch bereits etwas ab. 2011 erließ die EU ein Importverbot für südafrikanisches Straußenfleisch aufgrund eines Ausbruchs der Vogelgrippe, dies wurde noch im selben Jahr auf Teile der betroffenen Provinz Westkap eingeschränkt. Südafrika exportiert etwa 90 % seiner Straußenfleischproduktion, davon 96 % in die EU.
Nicht völlig geklärt ist, ob Strauße auch an BSE erkranken können, wenn sie nicht artgemäß gefüttert werden. Bei deutschen Zoostraußen traten Ende der 1980er Jahre BSE-ähnliche Symptome auf, bei Untersuchungen wurden in den Hirnen toter Vögel Löcher wie bei infizierten Rindern gefunden. Als Ursache wurde von Veterinären die Verfütterung von Tiermehl genannt. Diese Praxis in der Vieh- und Geflügelzucht ist mittlerweile innerhalb der EU verboten.